# Appel (Dolna Saksonia)
Appel – miejscowość i gmina położona w niemieckim kraju związkowym Dolna Saksonia, w powiecie Harburg, wchodzi w skład gminy zbiorowej (niem. Samtgemeinde) Hollenstedt.

## Położenie geograficzne
Appel leży w północno-wschodniej części gminy zbiorowej Hollenstedt i graniczy z Neu Wulmstorf od wschodu z gminą Moisburg od północnego zachodu, z gminą Hollenstedt od południowego zachodu i z gminą Wenzendorf od południa. Obszar gminy zawarty jest pomiędzy  rzeczką Este, lewym dopływem Łaby od zachodu, a wzniesieniami Harburger Berge od wschodu.
Appel jest znane ze swoich stawów rybnych połączonych ścieżkami do pieszych wędrówek.

## Dzielnice gminy
W skład gminy Appel wchodzą następujące dzielnice: Appel, Eversen, Eversen-Heide, Grauen i Oldendorf.